# Dicrurus remifer
El drongo de raquetas chico (Dicrurus remifer) es una especie de ave paseriforme de la familia Dicruridae.

## Descripción
El drongo de raquetas chico mide 26,5 cm de largo, es una versión a escala del Dicrurus paradiseus, que también posee plumas decorativas en el extremo de su cola con forma de cuchara o raquetas. Se diferencia por su menor tamaño, la cresta es menos notable por lo que la cabecera superior se ve muy plana y las plumas de la cola se bifurcan.

## Distribución y hábitat
Se encuentra en el subcontinente indio y el sureste de Asia (en Bangladés, Birmania, Bután, Camboya, India, Indonesia, Laos, Malasia, Nepal, Tailandia, y Vietnam). Su hábitat natural son los bosques montanos húmedos subtropicales o tropicales.

## Subespecies
Se reconocen las siguientes:
- D. r. tectirostris (Hodgson, 1836) - sur de los Himalayas hasta el sur de China y norte de Indochina
- D. r. peracensis (Baker, ECS, 1918) - sur de Birmania y sur de Indochina
- D. r. lefoli (Delacour y Jabouille, 1928) - sur de Camboya
- D. r. remifer (Temminck, 1823) - Sumatra y Java